# آخه‌ای‌ها
آخه‌ای‌ها (‎/əˈkiːənz/‎; یونانی: Ἀχαιοί) یکی از چهار قبیله بزرگی بودند که هرودوت یونانیان را به همراه آیولی‌ها، ایونیان و دوری‌ها به آنها تقسیم کرد. آنها در منطقه آخیا در شمال پلوپونز ساکن بودند و نقش فعالی در استعمار ایتالیا داشتند و شهر کروتون را تأسیس کردند. برخلاف سایر اقوام بزرگ در دوره کلاسیک، آخه‌ای‌ها گویش جداگانه‌ای نداشتند، در عوض از شکلی از دوری استفاده می‌کردند.

## ریشه نام
ریشه‌شناسی اصطلاح Ἀχαιοί ناشناخته است. رابرت اس پی بیکس پیشنهاد کرد که منشأ آن در زبان پیشایونانی *Akaywa- سرچشمه گرفته شده‌است. مارگالیت فینکلبرگ، در حالی که اذعان داشت که ریشه‌شناسی نهایی آن ناشناخته است، یک شکل یونانی متوسط *Ἀχαϝyοί را پیشنهاد کرد.
اصطلاح Ἀχαιοί همچنین توسط هومر برای اشاره به یونانیان به عنوان یک کل استفاده شده‌است، و ممکن است مربوط به اصطلاح هیتی "Ahhiyawa" باشد که اعتقاد بر این است که به یونان میسنی یا بخشی از آن اشاره دارد.

## تاریخ

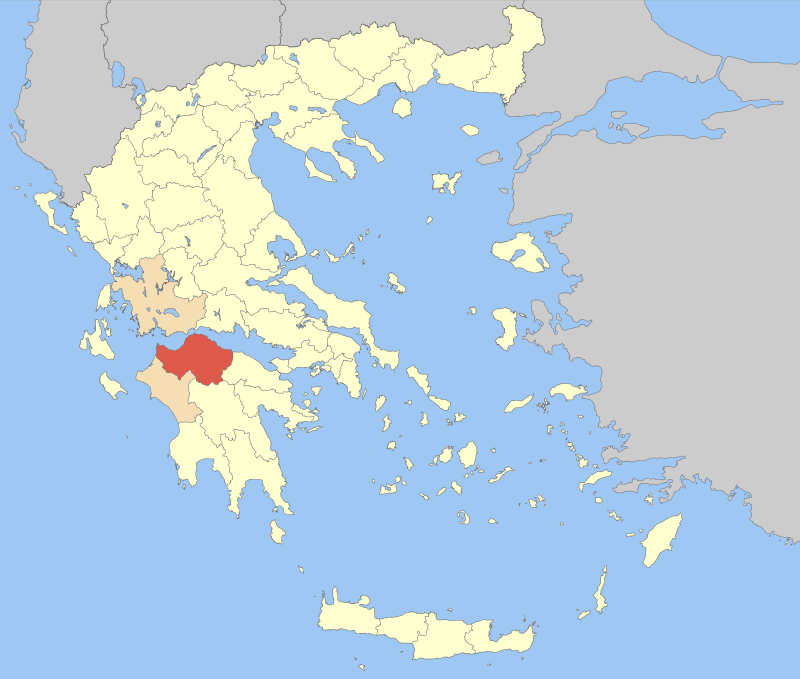
نقشه آخیا کلاسیک

در دوران کلاسیک آخه‌ای‌ها در منطقه آخیا در شمال پلوپونز ساکن بودند و بعداً مستعمرات در ایتالیا از جمله کروتون و سیباریس را بنیان گذاشتند. آنها به یونانی دوریک آخه‌ای، گویش یونانی دوری صحبت می‌کردند. در دوران هلنیستی، یک زبان کوینه دوریک آخایی توسعه یافت که در نهایت با زبان یونانی کوینه مبتنی بر آتیک در قرن دوم پیش از میلاد جایگزین شد.
آخه‌ای‌ها هویت مشترک خود را در قرن ششم پیش از میلاد در واکنش به افزایش قدرت سیکیون در شرق و اسپارت در جنوب و در طول قرن پنجم پیش از میلاد در واکنش به توسعه‌طلبی هخامنشیان تثبیت کردند. هرودوت آنها را به عنوان یک ملت متحد متشکل از ۱۲ دولت‌شهر توصیف کرد: پلن، آیژیرا، اژه‌ای‌ها، بورا، هیلایک، آگیوس، رایپس، پاتراس، فرای، اولونوس، دیم و تریتاتیا. ظهور مقدونیه در اواخر قرن چهارم پیش از میلاد به نظر می‌رسد که اولین اتحادیه آخه‌ای را نابود کرد، و مقدونی‌ها در نهایت آنقدر بسیاری از کشورهای عضو را کنترل کردند که دولت فدرال آخه‌ای عملاً فعالیت خود را متوقف کرده بود.
پس از شکست مقدونیه از رومیان در اوایل قرن دوم پیش از میلاد، اتحادیه توانست سرانجام اسپارت را که به شدت ضعیف شده بود شکست دهد و کنترل کل پلوپونز را به دست گیرد. با این حال، با افزایش نفوذ روم در این منطقه، اتحادیه به یک شورش آشکار علیه سلطه روم، در آنچه به عنوان جنگ آخه‌ای شناخته می‌شود، شروع شد. آخه‌ای‌ها در نبرد کورنت در سال ۱۳۶ پیش از میلاد شکست خوردند و اتحادیه توسط رومیان منحل شد.

## اسطوره‌شناسی
بر اساس اسطوره بنیاد که توسط هزیود رسمیت یافته‌است، نام آنها از بنیانگذار اسطوره‌ای آنها آخایوس می‌آید که ظاهراً یکی از پسران کسوتوس و برادر ایون، مؤسس قبیله ایونی بود. کسوتوس به نوبه خود پسر هلن، پدرسالار اسطوره‌ای ملت یونانی ( هلنی) بود.
هم هرودوت و هم پوسانیاس این افسانه را بازگو می‌کنند که آخه‌ای‌ها (اشاره به قبیله دوره کلاسیک) در ابتدا در آرگولیس و لاکونیا ساکن بودند. به گفته هرودوت، آخه‌ای‌ها توسط دوری‌ها در جریان حمله دوری‌های افسانه‌ای پلوپونز از آن سرزمین‌ها بیرون رانده شدند. در نتیجه، آخه‌ای‌ها به منطقه‌ای به نام اگیالوس رفته و اگیالی‌ها (که اکنون به نام ایونیان شناخته می‌شوند) را مجبور به ترک سرزمین خود کردند. ایونی‌ها به‌طور موقت به آتن پناه بردند و ایگیالوس به آخیا معروف شد.
پوسانیاس می‌گوید که «آخه‌ای» نام یونانی‌هایی بود که در اصل در آرگولیس و لاکونیا ساکن بودند، زیرا آنها از فرزندان آخایوس، آرکاندر و آرشیتلس اسطوره‌ای بودند. According to Pausanias, Achaeus به گفته پاوسانیاس، آخایوس در اصل در آتیک زندگی می‌کرد، جایی که پدرش پس از اخراج از تسالی در آنجا ساکن شده بود. آخایوس بعداً برای بازپس‌گیری سرزمینش به تسالی بازگشت و از آنجا بود که آرکاندر و آرشیتلس به پلوپونز سفر کردند. ظاهراً به همین دلیل است که بخش باستانی تسالیا نیز وجود داشته‌است که به نام آخای فیتیوتیک شناخته می‌شود.